# 阿杜瓦勝利日
阿杜瓦勝利日是衣索比亞的國慶節，每年3月2日舉行慶祝活動，紀念衣索比亞在1896年阿杜瓦戰役中戰勝義大利的殖民統治。為了向衣索比亞軍隊致敬，慶祝活動包括遊行、反映衣索比亞文化的戲劇和藝術表演。
阿杜瓦勝利日與泛非主義的象徵和黑人的願望密切相關。

## 慶祝
慶祝活動包括在許多地方舉行遊行，以及在人們聚集的地方進行文化反思。此外還有藝術和戲劇表演，例如kererto、shilela和fukera。。除醫療機構外，所有學校、銀行、郵局和政府辦公室都關閉。一些計程車和公共交通服務選擇在這一天不運營，商店正常營業，但大多數商店會比平常提前關門。在首都阿迪斯阿貝巴，政府官員、愛國人士、外國外交官和民眾聚集在孟尼利克廣場，衣索比亞警察樂團演奏愛國歌曲。
男性表演者通常穿著焦特布爾馬褲和各種馬甲；他們手持衣索比亞國旗、各種愛國旗幟和標語牌，以及傳統的衣索比亞盾牌和名為Shotel的劍。女性表演者穿著名為Habesha kemis的傳統服裝，有些人穿著黑色長袍，有些人則在頭上戴上代表泰圖皇后的王冠。慶祝活動不僅在阿迪斯阿貝巴舉行，還在巴赫達爾、德布雷馬科斯和阿杜瓦等其他城市舉行。愛國音樂也是慶祝活動的一部分，例如琪琪為阿杜瓦戰役創作的民謠和泰迪·阿弗羅的〈Tikur Sew〉經常在慶祝活動中播放。
在2023年慶祝活動期間，安全部隊和民眾之間爆發衝突，民眾被催淚瓦斯驅散。警察封鎖通往兩個廣場的道路。在聖喬治大教堂，警方在舉行一年一度的聖喬治慶典時向教徒和神職人員發射了催淚瓦斯。一名叫梅庫恩特·沃達伊（Mekuanent Wodaj）的人在踩踏事件中死亡，多人受傷。阿比·艾哈邁德總理指責「不明實體對亞的斯亞貝巴阿德瓦勝利慶典期間發生的問題負有責任。」